# Megaselia nigriclava
Megaselia nigriclava is een vliegensoort uit de familie van de bochelvliegen (Phoridae). De wetenschappelijke naam van de soort werd voor het eerst geldig gepubliceerd in 1906 door Strobl.